# Fundació l'ARC Música
L'Arc Fundació és una fundació nascuda el 1967 que promou l'educació integral principalment a partir de la música i les arts.
L'entitat impulsa quatre projectes:
- Xamfrà, centre de música i escena. Xamfrà reivindica el compliment dels drets culturals, oferint tallers i activitats artístiques per a infants, joves i famílies, amb especial cura de les més vulnerables.
- Escola Municipal de Música de Can Ponsic. L'Escola Municipal de Música Can Ponsic és un centre educatiu integrat al barri de Sarrià on la música de conjunt és un element troncal, alhora que s'atenen totes les necessitats d’expressió individuals.
- El Teler de Música és un espai telemàtic de recursos didàctics i de reflexió compartida per a professionals de l'educació que utilitzen la música com a eina pedagògica per a contribuir a la sostenibilitat de projectes socioeducatius artístics.
- EducArtS busca afavorir l’accés a la pràctica artística i participació cultural d’infants, joves i famílies que viuen situacions de segregació i inequitat social i educativa, en la zona nord de Barcelona.

## Història
L’ARC va ser fundat l’any 1967 com a centre de música, educació plàstica i expressió oral. Es va constituir com a Fundació el 1992. Des del 2001 gestiona l’Escola de Música Municipal Can Ponsic.
I des d’aquest principi naixeran els nous projectes de la Fundació: Xamfrà (2004), El Teler de Música (2013) i EducArtS (2017).